# Sigebert de Gembloux
Sigebert de Gembloux fou un monjo de l'abadia de Gemblàcum (avui Gembloux), a Bèlgica, que va viure a finals del segle xi i principis del xii. Va escriure una història que abasta des de l'any 378 al 1112.